# نورت سان پدرو، تگزاس
نورت سان پدرو (به انگلیسی: North San Pedro) یک منطقهٔ مسکونی در ایالات متحده آمریکا است که در شهرستان نویسس، تگزاس واقع شده‌است. نورت سان پدرو ۰٫۳ کیلومتر مربع مساحت و ۸۹۵ نفر جمعیت دارد و ۲۴ متر بالاتر از سطح دریا واقع شده‌است.